# Associação Desportiva Leônico
L'Associação Desportiva Leônico és un club de futbol brasiler de la ciutat de Salvador a l'estat de Bahia.
Juga els seus partits a l'Estadi Edgard Santos, situat a Simões Filho. L'estadi té una capacitat per a 5.000 espectadors. Als anys 1990 jugava a l'Estadi José Trindade Lobo, situat a Santo Antônio de Jesus. Aquest estadi té una capacitat per a 4.000 assistents.
El club va ser fundat el 3 d'abril de 1940. El Leônico es proclamà campió del Campionat baiano el 1966. Participà en la Primera Divisió brasilera el 1979 i el 1985.

## Palmarès
- Campionat baiano:
  - 1966